# Rui Silva
Rui Manuel Monteiro da Silva (ur. 3 sierpnia 1977) – portugalski lekkoatleta, średniodystansowiec, dwukrotny olimpijczyk (2000, 2004), w tym medalista igrzysk olimpijskich z Aten. Medalista mistrzostw świata i Europy.
Najlepsze wyniki Silva osiągał w biegu na 1500 metrów:
- złoty medal na Halowych Mistrzostwach Europy w Lekkoatletyce (Walencja 1998)
- srebro podczas Mistrzostw Europy w Lekkoatletyce (Budapeszt 1998)
- 2. miejsce w Pucharze Świata w Lekkoatletyce (Johannesburg 1998)
- złoty medal Młodzieżowych Mistrzostw Europy w Lekkoatletyce (Göteborg 1999)
- złoto Halowych Mistrzostw Świata w Lekkoatletyce (Lizbona 2001)
- złoty medal podczas Halowych Mistrzostw Europy w Lekkoatletyce (Wiedeń 2002)
- brąz Mistrzostw Europy w Lekkoatletyce (Monachium 2002)
- brązowy medal igrzysk olimpijskich (Ateny 2004)
- brązowy medal podczas Mistrzostw Świata w Lekkoatletyce (Helsinki 2005)

Rui Silva ma również w dorobku dwa medale na dwukrotnie dłuższym dystansie – 3000 metrów:
- srebro podczas Halowych Mistrzostw Europy w Lekkoatletyce (Gandawa 2000)
- srebrny medal na Halowych Mistrzostwach Świata w Lekkoatletyce (Budapeszt 2004)
- srebrny medal w rywalizacji drużynowej na mistrzostwach Europy w przełajach (Albufeira 2010)

## Rekordy życiowe
- bieg na 800 metrów – 1:44,91 (2002) rekord Portugalii
- bieg na 1000 metrów – 2:16,30 (1999) rekord Portugalii
- bieg na 1500 metrów – 3:30,07 (2002) rekord Portugalii
- bieg na milę – 3:49,50 (2002) były rekord Portugalii
- bieg na 2000 metrów – 4:54,66 (1999) rekord Portugalii
- bieg na 3000 metrów – 7:46,41 (2004)
- bieg na 5000 metrów – 13:19,20 (2004)
- bieg na 800 metrów (hala) – 1:46,40 (1999) rekord Portugalii
- bieg na 1000 metrów (hala) – 2:17,36 (2001) rekord Portugalii
- bieg na 1500 metrów (hala) – 3:34,99 (1999) były rekord Portugalii[1]
- bieg na milę (hala) – 3:52,18 (2001) rekord Portugalii
- bieg na 3000 metrów (hala) – 7:39,44 (2000) rekord Portugalii